# Mayra Bueno Silva
Mayra Bueno Silva (Uberlândia, Minas Gerais, Brasil, 22 de agosto de 1991) es una artista marcial mixta brasileña que compite en la división de peso gallo femenino de Ultimate Fighting Championship. se encuentra en la posición número #3 en la clasificación de peso gallo femenino de la UFC.

## Primeros años
Nacida en Uberlândia, vive y entrena en gimnasios de Campinas y São Paulo desde enero de 2015, un par de meses antes de debutar como profesional.

## Carrera en las artes marciales mixtas

### Inicios
Comenzando su carrera en 2016, solo necesitó 3 combates en la escena regional brasileña, ganando las tres y el título de peso gallo de Batalha MMA en el proceso, para ser invitada al Dana White's Contender Series Brazil 1. Al vencer rápidamente a Mayana Souza dos Santos por sumisión en el primer asalto, consiguió un contrato con la UFC.

### Ultimate Fighting Championship
Debutó en la UFC contra Gillian Robertson el 22 de septiembre de 2018 en UFC Fight Night: Santos vs. Anders. Ganó el combate por sumisión en el primer asalto.
Se enfrentó a Maryna Moroz el 14 de marzo de 2020 en UFC Fight Night: Lee vs. Oliveira. Perdió el combate por decisión unánime. Este combate le valió el premio a la Pelea de la Noche.
Se enfrentó a Mara Romero Borella el 19 de septiembre de 2020 en UFC Fight Night: Covington vs. Woodley. Ganó el combate por sumisión en el primer asalto.
Se enfrentó a Montana De La Rosa el 27 de febrero de 2021 en UFC Fight Night: Rozenstruik vs. Gane. El combate terminó en un empate.
Se esperaba que se enfrentara a Poliana Botelho el 1 de mayo de 2021 en UFC on ESPN: Reyes vs. Procházka. Sin embargo, sufrió una lesión en la espalda a finales de marzo y fue retirada del combate.
Se esperaba que se enfrentara a Manon Fiorot el 25 de septiembre de 2021 en UFC 266. Sin embargo, el combate se pospuso a UFC Fight Night: Ladd vs. Dumont debido a los protocolos de COVID-19. Perdió el combate por decisión unánime.
Se enfrentó a Wu Yanan el 16 de abril de 2022 en UFC on ESPN: Luque vs. Muhammad 2. Ganó el combate por decisión unánime. Este combate le valió el premio a la Pelea de la Noche.
Se enfrentó a Stephanie Egger el 6 de agosto de 2022 en UFC on ESPN: Santos vs. Hill. Ganó el combate por sumisión en el primer asalto.
Se enfrentó a Lina Länsberg el 18 de febrero de 2023 en UFC Fight Night: Andrade vs. Blanchfield. Ganó el combate por sumisión en el segundo asalto. Esta victoria le valió el premio a la Actuación de la Noche.
Se esperaba que se enfrentara a Miesha Tate el 3 de junio de 2023 en UFC on ESPN: Kara-France vs. Albazi. Sin embargo, el 10 de mayo, se anunció que Tate sufrió una lesión no revelada y fue trasladada para encabezar UFC on ESPN: Holm vs. Bueno Silva contra Holly Holm. Ganó el combate por sumisión en el segundo asalto. Esta victoria le valió el premio a la Actuación de la Noche. El 21 de agosto de 2023, se anunció que Bueno Silva había sido señalado por la Comisión Atlética del Estado de Nevada por una posible infracción de dopaje después de dar positivo por ácido ritalínico en una prueba previa a la pelea. Bueno Silva afirmó que la sustancia proviene de un medicamento para el TDAH que tomaba desde hacía tres años. Su pelea con Holm fue posteriormente anulada y fue suspendida, siendo elegible para pelear nuevamente el 29 de noviembre de 2023.
Silva se enfrentó a Raquel Pennington el 20 de enero de 2024 en UFC 297 por el vacante Campeonato de Peso Gallo Femenino de UFC. Ella perdió la pelea por decisión unánime.
Silva enfrentó a Macy Chiasson el 29 de junio de 2024 en UFC 303. Perdió la pelea por nocaut técnico por una parada médica en el segundo asalto, como resultado de un codazo que abrió un corte sobre el ojo de Silva.

## Vida personal
Su novia es la también luchadora de la UFC Gloria de Paula, se conocieron en 2016.

## Campeonatos y logros
- Ultimate Fighting Championship
  - Pelea de la Noche (dos veces) vs. Maryna Moroz y Wu Yanan[13][25]
  - Actuación de la Noche (dos veces) vs. Lina Länsberg y Holly Holm[30][34]
- Batalha MMA
  - Campeonato de Peso Gallo de BMMA (una vez)

## Récord en artes marciales mixtas
| Resultado     | Récord     | Oponente            | Método                                    | Evento                                   | Fecha                    | Ronda | Tiempo | Localización      | Notas |
| ------------- | ---------- | ------------------- | ----------------------------------------- | ---------------------------------------- | ------------------------ | ----- | ------ | ----------------- | --- |
| Derrota       | 10-4-1-(1) | Macy Chiasson       | TKO (parada médica)                       | UFC 303                                  | 29 de junio de 2024      | 2     | 1:58   | Las Vegas, Nevada | |
| Derrota       | 10-3-1-(1) | Raquel Pennington   | Decisión (unánime)                        | UFC 297                                  | 20 de enero de 2024      | 5     | 5:00   | Toronto, Ontario  | Por el Campeonato vacante de Peso Gallo de Mujeres de UFC |
| Sin resultado | 10-2-1-(1) | Holly Holm          | Sin resultado (anulado)                   | UFC on ESPN: Holm vs. Bueno Silva        | 15 de julio de 2023      | 2     | 0:38   | Las Vegas, Nevada | Originalmente fue una victoria por sumisión (estrangulamiento ninja) para Mayra Bueno Silva, el resultado fue anulado luego de que se comprobara que Mayra Bueno Silva diera positivo por ácido ritalínico. |
| Victoria      | 10-2-1     | Lina Länsberg       | Sumisión (barra de rodilla)               | UFC Fight Night: Andrade vs. Blanchfield | 18 de febrero de 2023    | 2     | 4:46   | Las Vegas, Nevada | Actuación de la Noche. |
| Victoria      | 9-2-1      | Stephanie Egger     | Sumisión (barra de brazo)                 | UFC on ESPN: Santos vs. Hill             | 6 de agosto de 2022      | 1     | 1:17   | Las Vegas, Nevada | |
| Victoria      | 8-2-1      | Wu Yanan            | Decisión (unánime)                        | UFC on ESPN: Luque vs. Muhammad 2        | 16 de abril de 2022      | 3     | 5:00   | Las Vegas, Nevada | Regreso al peso gallo. Pelea de la Noche. |
| Derrota       | 7-2-1      | Manon Fiorot        | Decisión (unánime)                        | UFC Fight Night: Ladd vs. Dumont         | 16 de octubre de 2021    | 3     | 5:00   | Las Vegas, Nevada | |
| Empate        | 7-1-1      | Montana De La Rosa  | Empate (mayoritario)                      | UFC Fight Night: Rozenstruik vs. Gane    | 27 de febrero de 2021    | 3     | 5:00   | Las Vegas, Nevada | A Silva se le descontó un punto en el primer asalto por agarrarse a la valla. |
| Victoria      | 7-1        | Mara Romero Borella | Sumisión (barra de brazo)                 | UFC Fight Night: Covington vs. Woodley   | 19 de septiembre de 2020 | 1     | 2:29   | Las Vegas, Nevada | |
| Derrota       | 6-1        | Maryna Moroz        | Decisión (unánime)                        | UFC Fight Night: Lee vs. Oliveira        | 14 de marzo de 2020      | 3     | 5:00   | Brasilia          | Pelea de la Noche. |
| Victoria      | 6-0        | Gillian Robertson   | Sumisión (barra de brazo)                 | UFC Fight Night: Santos vs. Anders       | 22 de septiembre de 2018 | 1     | 4:55   | São Paulo         | Regreso al peso mosca. |
| Victoria      | 5-0        | Mayana Souza        | Sumisión técnica (estrangulamiento ninja) | Dana White's Contender Series Brazil 1   | 10 de agosto de 2018     | 1     | 1:02   | Las Vegas, Nevada | |
| Victoria      | 4-0        | Daiane Firmino      | Decisión (dividida)                       | Batalha MMA 5                            | 11 de marzo de 2017      | 5     | 5:00   | São Paulo         | Ganó el vacante Campeonato de Peso Gallo de BMMA. |
| Victoria      | 3-0        | Taynna Taygma       | Sumisión (barra de brazo)                 | Premium Fight Championship 7             | 21 de septiembre de 2016 | 1     | 1:20   | São Paulo         | Regreso al peso gallo. |
| Victoria      | 2-0        | Marilia Santos      | TKO (retiro)                              | Sidney Sibamba Fight 4                   | 30 de abril de 2016      | 1     | 5:00   | São Paulo         | Debut en el peso mosca. |
| Victoria      | 1-0        | Shun Lee            | Sumisión (barra de brazo)                 | Delta Fight Club                         | 7 de marzo de 2015       | 1     | 0:58   | Minas Gerais      | Debut en el peso gallo. |